# Mistrzostwa Polski w Biegach Narciarskich 2017
Mistrzostwa Polski w Biegach Narciarskich 2017 – zawody w biegach narciarskich, które zostały rozegrane w dniach 11–12 lutego 2017 w Wiśle oraz 22–26 marca 2017 roku w Jakuszycach.
Organizatorami mistrzostw byli Polski Związek Narciarski (PZN) i Dolnośląski Związek Narciarski.
Prawo startu w mistrzostwach Polski seniorów w konkurencjach biegowych mieli zawodnicy posiadający aktualną II klasę sportową, jak również posiadający licencje zawodnicze, badania lekarskie i ubezpieczenie. Zawody zostały przeprowadzone zgodnie z przepisami NRS oraz Wytycznymi Sportowymi PZN na sezon 2016/2017.
W pierwszej części mistrzostw nie uczestniczyli między innymi: Justyna Kowalczyk, Sylwia Jaśkowiec, Ewelina Marcisz, Martyna Galewicz.

W pierwszej części mistrzostw Polski startowali przedstawiciele: Czech i Ekwadoru. Na liście startowej byli również reprezentanci Turcji, ale nie wystartowali. 
W drugiej części mistrzostw nie uczestniczyli między innymi: Justyna Kowalczyk, Sylwia Jaśkowiec, Marcela Marcisz, Konrad Motor.

## Terminarz
| Data           | Miejscowość      | Godzina   | Konkurencja                                 | Złoto              | Srebro                | Brąz                           | Źródło |
| -------------- | ---------------- | --------- | ------------------------------------------- | ------------------ | --------------------- | ------------------------------ | ------ |
| 11 lutego 2017 | Wisła            | 11:30 CET | Sprint stylem dowolnym kobiet               | Monika Skinder     | Urszula Łętocha       | Kornelia Kubińska              | [ 1 ]  |
| 11 lutego 2017 | Wisła            | 11:30 CET | Sprint stylem dowolnym mężczyzn             | Maciej Staręga     | Paweł Klisz           | Dominik Bury                   | [ 2 ]  |
| 12 lutego 2017 | Wisła            | 10:00 CET | 5 km stylem klasycznym kobiet               | Kornelia Kubińska  | Urszula Łętocha       | Izabela Marcisz                | [ 3 ]  |
| 12 lutego 2017 | Wisła            | 11:00 CET | 10 km stylem klasycznym mężczyzn            | Dominik Bury       | Jan Antolec           | Michał Skowron                 | [ 4 ]  |
| 23 marca 2017  | Szklarska Poręba | 10:00 CET | Sprint drużynowy stylem klasycznym kobiet   | AZS-AWF Katowice   | UKS Regle Kościelisko | LKS Hilltop Wiśniowa-Osieczany | [ 5 ]  |
| 23 marca 2017  | Szklarska Poręba | 10:00 CET | Sprint drużynowy stylem klasycznym mężczyzn | UKS Rawa Siedlce I | AZS-AWF Katowice      | UKS Regle Kościelisko          | [ 6 ]  |
| 24 marca 2017  | Szklarska Poręba | 9:30 CET  | 15 km stylem dowolnym kobiet                | Kornelia Kubińska  | Martyna Galewicz      | Magdalena Kozielska            | [ 7 ]  |
| 24 marca 2017  | Szklarska Poręba | 9:30 CET  | 30 km stylem dowolnym mężczyzn              | Jan Antolec        | Dominik Bury          | Łukasz Kunc                    | [ 8 ]  |
| 25 marca 2017  | Szklarska Poręba | 9:30 CET  | Mieszany sprint drużynowy stylem dowolnym   | AZS-AWF Katowice I | AZS-AWF Katowice II   | AZS-AWF Katowice III           | [ 9 ]  |
| 26 marca 2017  | Szklarska Poręba | 9:30 CET  | Sztafeta 4×5 km kobiet                      | AZS-AWF Katowice   | UKS Regle Kościelisko | MKS Halicz Ustrzyki Dolne      | [ 10 ] |
| 26 marca 2017  | Szklarska Poręba | 10:00 CET | Sztafeta 4×7,5 km mężczyzn                  | AZS-AWF Katowice   | UKS Regle Kościelisko | UKS Rawa Siedlce I             | [ 11 ] |

## Wyniki

### Sprint kobiet
Wisła 11 lutego 2017 r.
| Pozycja | Zawodniczka        | Czas       | Strata |
| ------- | ------------------ | ---------- | ------ |
|         | Monika Skinder     | Finał      | –      |
|         | Urszula Łętocha    | Finał      |        |
|         | Kornelia Kubińska  | Finał      |        |
| 4.      | Izabela Marcisz    | Finał      |        |
| 5.      | Marcela Marcisz    | Finał      |        |
| 6.      | Klaudia Kołodziej  | Finał      |        |
| 7.      | Andżelika Szyszka  | 1/2 finału |        |
| 8.      | Kamiła Boczkowska  | 1/2 finału |        |
| 9.      | Katarzyna Stokfisz | 1/2 finału |        |
| 10.     | Weronika Kaleta    | 1/2 finału |        |
| 11.     | Agata Warło        | 1/2 finału |        |
| 12.     | Anna Staręga       | 1/2 finału |        |

### Sprint mężczyzn
Wisła 11 lutego 2017 r.
| Pozycja | Zawodnik         | Czas       | Strata |
| ------- | ---------------- | ---------- | ------ |
|         | Maciej Staręga   | Finał      | –      |
|         | Paweł Klisz      | Finał      |        |
|         | Dominik Bury     | Finał      |        |
| 4.      | Jan Antolec      | Finał      |        |
| 5.      | Kamil Bury       | Finał      |        |
| 6.      | Daniel Iwanowski | Finał      |        |
| 7.      | Kacper Antolec   | 1/2 finału |        |
| 8.      | Michał Skowron   | 1/2 finału |        |
| 9.      | Bartłomiej Rucki | 1/2 finału |        |
| 10.     | Dawid Bril       | 1/2 finału |        |
| 11.     | Konrad Motor     | 1/2 finału |        |
| 12.     | Mikołaj Michałek | 1/2 finału |        |

### 5 km kobiet
Wisła 12 lutego 2017 r.
| Pozycja | Zawodniczka       | Czas        | Strata      |
| ------- | ----------------- | ----------- | ----------- |
|         | Kornelia Kubińska | 14:19,2 min | –           |
|         | Urszula Łętocha   | 15:10,8 min | +51,6 s     |
|         | Izabela Marcisz   | 15:41,0 min | +1:21,8 min |
| 4.      | Marcela Marcisz   | 15:49,3 min | +1:30,1 min |
| 5.      | Klaudia Kołodziej | 15:50,5 min | +1:31,3 min |
| 6.      | Monika Skinder    | 15:53,1 min | +1:33,9 min |
| 7.      | Eliza Rucka       | 15:53,7 min | +1:34,4 min |
| 8.      | Agata Warło       | 16:00,2 min | +1:41,0 min |
| 9.      | Marcelina Wojtyła | 16:28,9 min | +2:09,7 min |
| 10.     | Andżelika Szyszka | 16:32,6 min | +2:13,4 min |

### 10 km mężczyzn
Wisła 12 lutego 2017 r.
| Pozycja | Zawodniczka       | Czas        | Strata      |
| ------- | ----------------- | ----------- | ----------- |
|         | Dominik Bury      | 21:50,9 min | –           |
|         | Jan Antolec       | 22:22,2 min | +31,3 s     |
|         | Michał Skowron    | 22:36,7 min | +45,8 s     |
| 4.      | Maciej Staręga    | 22:39,4 min | +48,5 s     |
| 5.      | Paweł Klisz       | 22:42,9 min | +52,0 s     |
| 6.      | Kamil Bury        | 22:47,2 min | +56,3 s     |
| 7.      | Konrad Motor      | 22:48,2 min | +57,3 s     |
| 8.      | Andrzej Pradziad  | 23:07,8 min | +1:16,9 min |
| 9.      | Bartłomiej Rucki  | 23:25,7 min | +1:34,8 min |
| 10.     | Mateusz Chowaniak | 23:34,1 min | +1:43,2 min |

### Sprint drużynowy kobiet
Szklarska Poręba 23 marca 2017 r.
| Pozycja | Klub                           | Zawodniczki                          | Czas        | Strata      |
| ------- | ------------------------------ | ------------------------------------ | ----------- | ----------- |
|         | AZS-AWF Katowice 1             | Kornelia Kubińska Magdalena Galewicz | 26:17,7 min | –           |
|         | UKS Regle Kościelisko          | Justyna Pradziad Magdalena Kozielska | 27:35,1 min | +1:17,4 min |
|         | LKS Hilltop Wiśniowa-Osieczany | Weronika Kaleta Urszula Łętocha      | 28:12,4 min | +1:54,7 min |
| 4.      | MKS Istebna                    | Marcelina Wojtyła Eliza Rucka        | 29:52,4 min | +3:34,7 min |
| 5.      | AZS-AWF Katowice 2             | Magdalena Czusz Katarzyna Stokfisz   | 30:00,9 min | +3:43,2 min |
| 6.      | LKS Witów Ski Mszana Górna     | Klaudia Kołodziej Ewelina Kołodziej  | 30:07,3 min | +3:49,6 min |
| 7.      | UKS Dwójka Biały Dunajec       | Elżbieta Dorula Patrycja Karciarz    | 32:01,9 min | +5:44,2 min |
| 8.      | UKS Rawa Sieldce 2             | Joanna Bronisz Anna Bielecka         | 32:33,3 min | +6:15,6 min |
| 9.      | UKS Rawa Sieldce 1             | Justyna Stefaniuk Kamila Borkowska   | 32:39,7 min | +6:22,0 min |
| 10.     | MKS Karkonosze 1               | Róża Łyjak Kamila Boczkowska         | 33:09,5 min | +6:51,8 min |

### Sprint drużynowy mężczyzn
Szklarska Poręba 23 marca 2017 r.
| Pozycja | Klub                      | Zawodnicy                            | Czas        | Strata      |
| ------- | ------------------------- | ------------------------------------ | ----------- | ----------- |
|         | UKS Rawa Sieldce 1        | Paweł Klisz Maciej Staręga           | 22:01,3 min | –           |
|         | AZS AWF Katowice          | Kacper Antolec Jan Antolec           | 22:19,6 min | +18,3 s     |
|         | UKS Regle Kościelisko     | Andrzej Pradziad Mateusz Chowaniak   | 22:29,2 min | +27,9 s     |
| 4.      | MKS Istebna I             | Dominik Bury Kamil Bury              | 22:44,7 min | +43,4 min   |
| 5.      | NKS Trójwieś Beskidzka    | Bartłomiej Rucki Mateusz Haratyk     | 23:50,2 min | +1:48,9 min |
| 6.      | UKS Rawa Sieldce 2        | Arkadiusz Posiadała Daniel Iwanowski | 24:25,3 min | +2:24,0 min |
| 7.      | MUKS Podkarpacie Jedlicze | Konrad Bil Wojciech Pelczar          | 25:33,8 min | +3:32,5 min |
| 8.      | MKS Istebna 2             | Mikołaj Michałek Grzegorz Zawadzki   | 25:45,3 min | +3:44,0 min |
| 9.      | MKS Karkonosze 2          | Michał Boreczek Maciej Zdziechowski  | 26:00,5 min | +3:59,2 min |
| 10.     | MKS Karkonosze 1          | Oskar Wysocki Piotr Skowron          | 26:27,7 min | +4:26,4 min |

### 15 km kobiet
Szklarska Poręba 24 marca 2017 r.
| Pozycja | Zawodniczka         | Czas        | Strata       |
| ------- | ------------------- | ----------- | ------------ |
|         | Kornelia Kubińska   | 49:40,5 min | –            |
|         | Martyna Galewicz    | 52:01,3 min | +2:20,7 min  |
|         | Magdalena Kozielska | 52:38,0 min | +2:57,4 min  |
| 4.      | Urszula Łętocha     | 54:40,4 min | +4:59,9 min  |
| 5.      | Klaudia Kołodziej   | 56:06,2 min | +6:25,7 min  |
| 6.      | Agata Warło         | 56:19,9 min | +6:39,4 min  |
| 7.      | Katarzyna Stokfisz  | 58:14,5 min | +8:34,0 min  |
| 8.      | Natalia Bury        | 1:00:26,7 h | +10:46,2 min |
| 9.      | Andżelika Szyszka   | 1:01:05,5 h | +11:25,0 min |
| 10.     | Justyna Pradziad    | 1:01:21,0 h | +11:40,4 min |

### 30 km mężczyzn
Szklarska Poręba 24 marca 2017 r.
| Pozycja | Zawodniczka       | Czas        | Strata      |
| ------- | ----------------- | ----------- | ----------- |
|         | Jan Antolec       | 1:31:33,7 h | –           |
|         | Dominik Bury      | 1:35:50,0 h | +4:16,3 min |
|         | Łukasz Kunc       | 1:36:08,6 h | +4:34,9 min |
| 4.      | Mateusz Chowaniak | 1:36:32,6 h | +4:58,8 min |
| 5.      | Andrzej Pradziad  | 1:36:53,0 h | +5:19,2 min |
| 6.      | Mateusz Haratyk   | 1:39:55,2 h | +8:21,5 min |
| 7.      | Daniel Iwanowski  | 1:40:19,0 h | +8:45,3 min |
| 8.      | Kacper Antolec    | 1:40:21,0 h | +8:47,3 min |
| 9.      | Bartłomiej Rucki  | 1:40:35,1 h | +9:01,4 min |
| 10.     | Kamil Bury        | 1:41:14,1 h | +9:40,3 min |

### Mieszany sprint drużynowy
Szklarska Poręba 25 marca 2017 r.
| Pozycja | Klub                     | Zawodnicy                             | Czas         | Strata       |
| ------- | ------------------------ | ------------------------------------- | ------------ | ------------ |
|         | AZS AWF Katowice 1       | Kornelia Kubińska Jan Antolec         | 19:03,04 min | –            |
|         | AZS AWF Katowice 2       | Martyna Galewicz Dawid Bril           | 19:28,82 min | +25,78 s     |
|         | AZS AWF Katowice 3       | Katarzyna Stokfisz Kacper Antolec     | 19:30,42 min | +27,38 s     |
| 4.      | UKS Rawa Sieldce 1       | Anna Staręga Maciej Staręga           | 19:51,69 min | +48,65 s     |
| 5.      | UKS Regle Kościelisko 1  | Magdalena Kozielska Mateusz Chowaniak | 19:53,49 min | +50,45 s     |
| 6.      | MKS Istebna              | Eliza Rucka Kamil Bury                | 20:01,07 min | +50,03 s     |
| 7.      | UKS Regle Kościelisko 3  | Justyna Pradziad Andrzej Pradziad     | 20:06,37 min | +1:03,33 min |
| 8.      | NKS Trójwieś Beskidzka 1 | Agata Warło Bartłomiej Rucki          | 20:07,70 min | +1:04,66 min |
| 9.      | UKS Rawa Sieldce 2       | Kamila Borkowska Paweł Klisz          | 20:57,89 min | +1:54,85 min |
| 10.     | UKS Regle Kościelisko 2  | Emilia Nawara Łukasz Kunc             | 21:21,27 min | +2:18,23 min |

### Sztafeta kobiet
Szklarska Poręba 26 marca 2017 r.
| Pozycja | Klub                           | Zawodniczki                                                           | Czas                                                         | Strata        |
| ------- | ------------------------------ | --------------------------------------------------------------------- | ------------------------------------------------------------ | ------------- |
|         | AZS-AWF Katowice               | Katarzyna Stokfisz Kornelia Kubińska Magdalena Czusz Martyna Galewicz | 1:08:21,02 h 17:56,4 min 16:50,1 min 17:42,4 min 15:51,1 min |               |
|         | UKS Regle Kościelisko          | Justyna Pradziad Emilia Nawara Magdalena Kozielska Kamila Gąsienica   | 1:12:32,93 h 15:10,2 min 19:17,4 min 14:47,2 min 14:28,1 min | +4:11,91 min  |
|         | MKS Halicz Ustrzyki Dolne      | Ewelina Marcisz Kinga Polityńska Andżelika Szyszka Luiza Motyka       | 1:13:18,59 h 16:53,1 min 20:24,6 min 17:07,2 min 18:53,3 min | +4:57,57 min  |
| 4.      | UKS Rawa Siedlce 1             | Justyna Stefaniuk Joanna Bronisz Kamila Borkowska Anna Staręga        | 1:14:00,71 h 18:15,5 min 19:48,5 min 18:03,6 min 17:53,2 min | +5:39,69 min  |
| 5.      | LKS Hilltop Wiśniowa-Osieczany | Urszula Łętocha Weronika Kaleta Iwona Piekarz Karolina Kaleta         | 1:14:36,10 h 17:39,2 min 19:26,3 min 17:21,3 min 20:08,6 min | +6:15,08 min  |
| 6.      | LKS Witów SKI Mszana Górna     | Justyna Kołodziej Klaudia Kołodziej Ewelina Kołodziej Gabriela Dawiec | 1:16:22,37 h 19:52,7 min 18:07,2 min 17:52,5 min 20:29,7 min | +8:01,35 min  |
| 7.      | UKS Rawa Siedlce 2             | Daria Krupa Monika Sołoniewicz Anna Bielecka Oliwia Pawełko           | 1:21:32,03 h 19:51,6 min 21:28,7 min 19:15,8 min 20:57,8 min | +13:11,01 min |
| 8.      | MKS Karkonosze                 | Magdalena Janiak Karolina Maruszczak Róża Łyjak Kamila Boczkowska     | 1:23:38,20 h 22:49,8 min 21:28,7 min 18:17,7 min 19:59,5 min | +15:17,18 min |

### Sztafeta mężczyzn
Szklarska Poręba 26 marca 2017 r.
| Pozycja | Klub                  | Zawodniczki                                                        | Czas                                                         | Strata           |
| ------- | --------------------- | ------------------------------------------------------------------ | ------------------------------------------------------------ | ---------------- |
|         | AZS-AWF Katowice      | Dawid Bril Jan Antolec Marcin Piasecki Kacper Antolec              | 1:28:26,98 h 23:38,3 min 21:30,1 min 22:02,2 min 21:16,3 min |                  |
|         | UKS Regle Kościelisko | Andrzej Pradziad Mateusz Chowaniak Łukasz Kunc Marcin Rzeszótko    | 1:28:33,29 h 22:36,2 min 22:48,3 min 21:14,1 min 21:53,4 min | +6,31 s          |
|         | UKS Rawa Siedlce 1    | Arkadiusz Posiadała Maciej Staręga Daniel Iwanowski Paweł Klisz    | 1:28:33,87 h 24:03,5 min 21:38,2 min 22:12,3 min 20:39,2 min | +6,89 s          |
| 4.      | MKS Istebna           | Kamil Bury Mikołaj Michałek Grzegorz Zawada Dominik Bury           | 1:29:40,98 h 21:52,1 min 23:42,4 min 24:28,6 min 19:37,1 min | +1:14,00 min     |
| 5.      | KS Jedność Nowy Sącz  | Wiktor Czaja Łukasz Marmol Maciej Popieluch Dawid Damian           | 1:33:41,93 h 23:43,4 min 24:48,5 min 22:17,4 min 22:52,5 min | +5:14,95 min     |
| 6.      | MKS Karkonosze 1      | Oskar Wysocki Michał Boreczek Maciej Zdziechowski Adrian Cheba     | 1:40:51,79 h 25:12,6 min 25:49,6 min 23:54,5 min 25:55,6 min | +12:24,81 min    |
| 7.      | UKS Rawa Siedlce 2    | Piotr Sobiczewski Mateusz Posiadała Patryk Borkowski Karol Filipek | DNF 26:36,0 min –                                            | nie ukończyli    |
| 8.      | MKS Karkonosze 2      | Krzysztof Tschirch Filip Łyjak Ireneusz Wierzbowski Adrian Cheba   | DNS –                                                        | nie wystartowali |